# SWAT

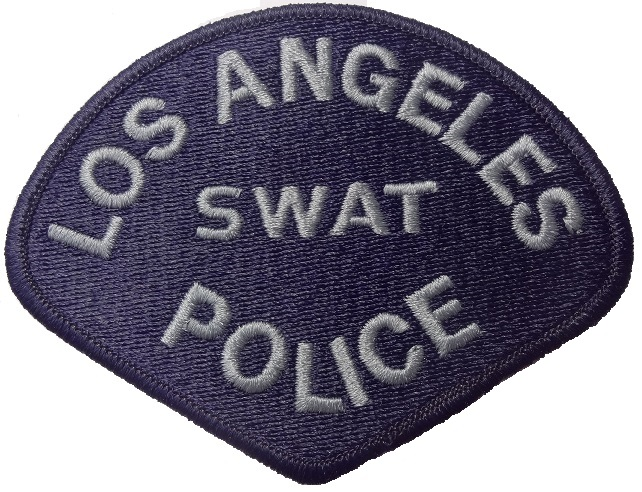
Nášivka SWAT LAPD

SWAT (special weapons and tactics, česky speciální zbraně a taktiky) je název zvláštních jednotek jednotlivých policejních/sheriffské oddělení v USA.
Motto: s odvahou a rozumem. Swat bojuje hlavně proti gangsterům a teroristům, také je volají do terénu i jednotky, jezdí v obrněném voze.

## Historie
První koncept jednotky lze hledat u policie ve městě Delano v Kalifornii, kde však jednotka měla spíše pořádkový charakter. Tohoto konceptu se však chopil důstojník John Nelson z Police Los Angeles (L.A.P.D. – Los Angeles Police Department), který jej rozvinul na celou řadu rizikových situací. Svůj koncept pojmenovaný Special Weapons and Tactics představil inspektoru Darrylu F. Gatesovi. Ten, jakožto vysoce postavený důstojník nový koncept přijal a podpořil. Na základě konceptu vznikla v roce 1967 v Los Angeles jednotka, která převzala název SWAT.

## Současnost
Policejní oddíly SWAT mají pravomoci řešit mnoho rizikových situací, např. zadržení velmi nebezpečné osoby. Jednotku zřizuje policejní oddělení, kterému jednotka podléhá. Jednotky obvykle nemívají pravomoci k zásahu na záchranu rukojmí – to obvykle provádí Search and Rescue ( SAR ) Team FBI (FBI HRT). Výjimkou je například právě tým SWATu LAPD, který tuto pravomoc má od roku 1983.

## Výzbroj a výstroj

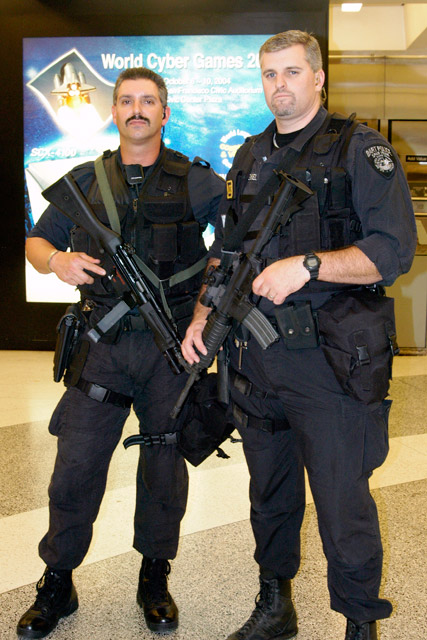
Policisté ze SWAT San Francisco vyzbrojeni samopalem MP5/10 (vlevo) a karabinou M4

Výzbroj se liší podle jednotlivých útvarů. Většinou se ve výzbrojí objevují samopaly HK MP5 ráže 9 mm Luger v různých provedeních. Dále karabina M4 ráže 5,56 × 45 mm NATO, nebo ráže 9 mm Luger. Brokovnice jsou různých značek, např. Remington, Mossberg, Winchester, Benelli aj.
Odstřelovači používají například zbraně Remington 700, a podle některých informací velké útvary i pušky ráže 50 Browning, jako je například samonabíjecí Barret M82.
Osobními a tzv. sekundárními zbraněmi jsou různé druhy pistolí značek Glock, SIG Sauer, Springfield, 1911,M9 ráže 9mm atd. Ty jsou obvykle v pouzdrech připevněny na stehně, nikoliv u pasu. Důvodem je snazší a rychlejší vytáhnutí záložní zbraně.
Hlavní i záložní zbraně jsou také vybaveny baterkami, lasery a kolimátory.
Oddíly SWAT používají nepřeberné množství taktické výstroje. Mezi základní výstroj každého příslušníka patří kombinéza, taktická vesta, neprůstřelná vesta, helma, maska, speciální brýle a pouta, která ale nejsou kovová.
Dále se používají různé nástroje na vyrážení dveří, pepřové spreje, speciální rozbušky na dezorientaci podezřelých a granáty obsahující například slzný plyn.
V různých případech jednotky SWAT využívají i tzv. balistické štíty, různých délek. Jejich užití je rozličné, například krytí takzvaných breacherů osoby vstupující do objektu při riziku ozbrojeného střetnutí nebo v jakýchkoli situacích, kdy zasahující jednotka nemůže využít jiné krytí.